# Shusuke Shimada
Shusuke Shimada (島田 周輔 Shimada Shusuke?), född 10 juli 1976 i Kanagawa prefektur, är en japansk före detta fotbollsspelare.
Shimada började sin karriär 1995 i Yokohama Marinos. Med Yokohama Marinos vann han japanska ligan 1995. Efter Yokohama Marinos spelade han för Yokogawa Electric, Albirex Niigata och Otsuka Pharmaceutical. Han avslutade karriären 2000.